# FK Rudar Prijedor
Rudar Prijedor (serbisch-kyrillisch Рудар Приједор) ist ein Fußballverein aus der Stadt Prijedor im Nordwesten von Bosnien und Herzegowina, der in der Saison 2016/17 in der zweithöchsten Liga des Landes, der Prva Liga RS spielt.

## Geschichte
Der Verein wurde 1928 von Minenarbeitern in Ljubija gegründet. 1967 stieg Rudar erstmals in die Zweite Liga Jugoslawiens auf und wechselte in das größere Stadion in Prijedor. Rudar spielte im ehemaligen Jugoslawien immer unterklassig und konnte sich nie in höheren Ligen etablieren. Seit dem Bosnienkrieg spielte der Verein, mit Ausnahme der Saison 2007/08, in der 1. Liga der Republika Srpska, die heute eine der beiden zweiten Ligen von Bosnien und Herzegowina ist.
Der größte Erfolg des Vereins war während des jugoslawische Pokals im Jahr 1989, wo Rudar den FK Vardar Skopje und den Vojvodina Novi Sad – mit Spielern wie Siniša Mihajlović und Miroslav Tanga – besiegte und erst im Halbfinale im Elfmeterschießen, gegen den FK Velež Mostar ausschied.
2005 schloss sich Rudar Ljubija mit dem OFK Prijedor zusammen, mit dem man schon lange freundschaftlich verbunden war, das Stadtstadion in Prijedor teilte und teilweise Spielgemeinschaften bildete.
2009 gelang Rudar der Aufstieg in die Premijer Liga. Nach fünf Spielzeiten im Oberhaus stieg Rudar 2014 wieder in die zweithöchste Spielklasse Bosnien-Herzegowinas ab. Die beste Platzierung in der Erstklassigkeit war Rang 9 in der Spielzeit 2010/11.
In der Saison 2014/15 gelang Rudar den Wiederaufstieg in die Premijer Liga als Meister mit 50 Punkten. Es folgte der direkte Abstieg als 14. Ebenso wie 2020/21 und 2021/22 als der Club als zwölfter und damit Tabellenletzter wieder abstieg.

## Erfolge
- Prva Liga RS
  - Meister (3): 2009, 2015 und 2021